# Corythucha omani
Corythucha omani är en insektsart som beskrevs av Drake 1941. Corythucha omani ingår i släktet Corythucha och familjen nätskinnbaggar. Inga underarter finns listade i Catalogue of Life.